# Oodaaq
Oodaaq est un banc de gravier, de sable et de vase, au nord-est du Groenland, et qui fut à un moment considéré comme la terre émergée la plus septentrionale.

## Géographie
Oodaaq est situé à environ 706 km du pôle Nord et à 1 360 m au nord de l'île de Kaffeklubben. Lorsqu'il fut découvert, il mesurait 50 m par 50 m pour une hauteur maximale d'un mètre.

## Histoire
Oodaaq fut découvert en 1978 lorsqu'une expédition danoise conduite par Uffe Petersen atterrit en hélicoptère sur l'île de Kaffeklubben afin de vérifier que cette île se trouvait plus au nord que le cap le plus septentrional du Groenland. Ceci confirmé, un membre repéra un point noir au nord et l'équipe s'envola vers le banc, le nommant Oodaaq en souvenir de l'Inuit qui accompagna Robert Peary dans son voyage vers le pôle Nord.
Oodaaq fut à nouveau visité l'année suivante ; l'équipe confirma la présence du banc et de quelques galets. Une autre expédition érigea un petit cairn de galets la même année.
En 1996, une expédition conduite par John Jancik découvrit plusieurs autres bancs, dont l'un au moins était légèrement plus au nord qu'Oodaaq, mais pas Oodaaq en lui-même, en tout cas à l'endroit estimé en 1978 (un autre banc semblait correspondre à la description d'Oodaaq, mais il était situé différemment). Le banc le plus au nord, par 83° 40′ 34,8″ N, 30° 38′ 38,6″ O, fut confirmé en 2001.
En juillet 2003, un groupe d'explorateurs conduit par Dennis Schmitt trouva un banc de 35 m de long par 83° 42’ N. Sa permanence est toujours sujette à débat, même si Dennis Schmitt nota la présence de lichens à croissance lente.
En juillet 2021, une équipe de l'Université de Copenhague dirigée par le géographe Morten Rasch découvre un îlot situé à environ 780 mètres au Nord d'Oodaaq. Les scientifiques ont proposé de nommer ce nouvel îlot Qeqertaq Avannarleq.
Dans cette région, les bancs de graviers sont rarement permanents, érodés par une banquise se déplaçant très rapidement ou submergés par l'océan Arctique. Ils ne sont généralement pas considérés comme suffisamment solides pour constituer une terre ferme stable (et donc prétendre au record de terre la plus au nord du globe).